# Râul Valea din Mijloc
Râul Valea din Mijloc este un curs de apă, unul din brațele care formează râul Bistra. La rândul său, se formează la confluența brațelor Pârâul Cald și Pârâul Rece

## Hărți
- Harta județului Mureș
- Harta munții Căliman  Arhivat în 11 octombrie 2008, la Wayback Machine.